# Ahrensfelde
Ahrensfelde er en kommune i Landkreis Barnim i delstaten Brandenburg Tyskland. Kommunen har 13543 indbyggere. Den er beliggende på Barnim-plateauet ved bygrænsen for Berlin, omkring 13 km nordøst for byens centrum. Det kommunale område omfatter landsbyerne Ahrensfelde, Blumberg, Eiche, Lindenberg og Mehrow.

## Historie
Ahrensfelde blev, ligesom nabolandsbyen Eiche, første gang nævnt i Landbuch fra 1375, der blev udført for kejser Karl 4., efter at han havde erhvervet Markgrevskabet Brandenburg to år før. Den ældste landsby er imidlertid Blumberg, som dengang var under Biskoperne af Brandenburg, og som første gang blev nævnt som Blumenberch i 1253. Blumbergs gods blev erhvervet af digteren og diplomaten Friedrich von Canitz i slutningen af det 17. århundrede, blev slottet senere genopbygget efter planer af Karl Friedrich Schinkel med en park designet af Peter Joseph Lenné. Det blev ødelagt af den fremrykkende Røde Hær under Slaget om Berlin i 1945. Kunsthistorikeren Adolf Bötticher var hjemmehørende i Blumberg.
Fra 1815 til 1947 var Ahrensfelde en del af preussiske provinsen Brandenburg, fra 1947 til 1952 i delstaten Brandenburg, fra 1952 til 1990 i det østtyske Bezirk Frankfurt og siden 1990 igen af Brandenburg.
Indbyggertallet har været støt stigende, særligt siden 2000.
Ahrensfelde er endestation for Berlins S-Bahns linje S7, der går fra byen til Potsdam.